# Lisewo (gemeente)
De gemeente Lisewo is een landgemeente in het Poolse woiwodschap Koejavië-Pommeren, in powiat Chełmiński.
De zetel van de gemeente is in Lisewo.
Op 30 juni 2004 telde de gemeente 5262 inwoners.

## Oppervlakte gegevens
In 2002 bedroeg de totale oppervlakte van gemeente Lisewo 86,2 km², waarvan:
- agrarisch gebied: 88%
- bossen: 0%

De gemeente beslaat 16,34% van de totale oppervlakte van de powiat.

## Demografie
Stand op 30 juni 2004:
| Omschrijving                   | Totaal | Totaal | Vrouwen | Vrouwen | Mannen | Mannen |
| ------------------------------ | ------ | ------ | ------- | ------- | ------ | ------ |
| eenheid                        | aantal | %      | aantal  | %       | aantal | %      |
| inwoners                       | 5262   | 100    | 2683    | 51      | 2579   | 49     |
| bevolkingsdichtheid (inw./km²) | 61     | 61     | 31,1    | 31,1    | 29,9   | 29,9   |

In 2002 bedroeg het gemiddelde inkomen per inwoner 1594,34 zł.

## Administratieve plaatsen (sołectwo)
Bartlewo, Błachta, Chrusty, Drzonowo, Kamlarki, Kornatowo, Krajęcin, Krusin, Linowiec, Lipienek,
Lisewo, Malankowo, Mgoszcz, Piątkowo, Pniewite, Strucfoń, Tytlewo, Wierzbowo.

## Aangrenzende gemeenten
Chełmża, Papowo Biskupie, Płużnica, Stolno